# A11-es autópálya (Németország)
Az A11 (németül: Bundesautobahn 11, vagy röviden BAB 11) egy autópálya Németországban. Hossza 110 km. Berlint köti össze a lengyelországi Szczecinnel. Az E28-as európai út része. A lengyel A6-os autópálya csatlakozásától indul Nadrenseenél és az épülő schwanebecki autópálya-kereszteződésnél ér véget, az A10-es északkeleti részénél. A sztráda nagy része Brandenburg, kisebb része Mecklenburg–Elő-Pomeránia tartományban található.

## Útvonala

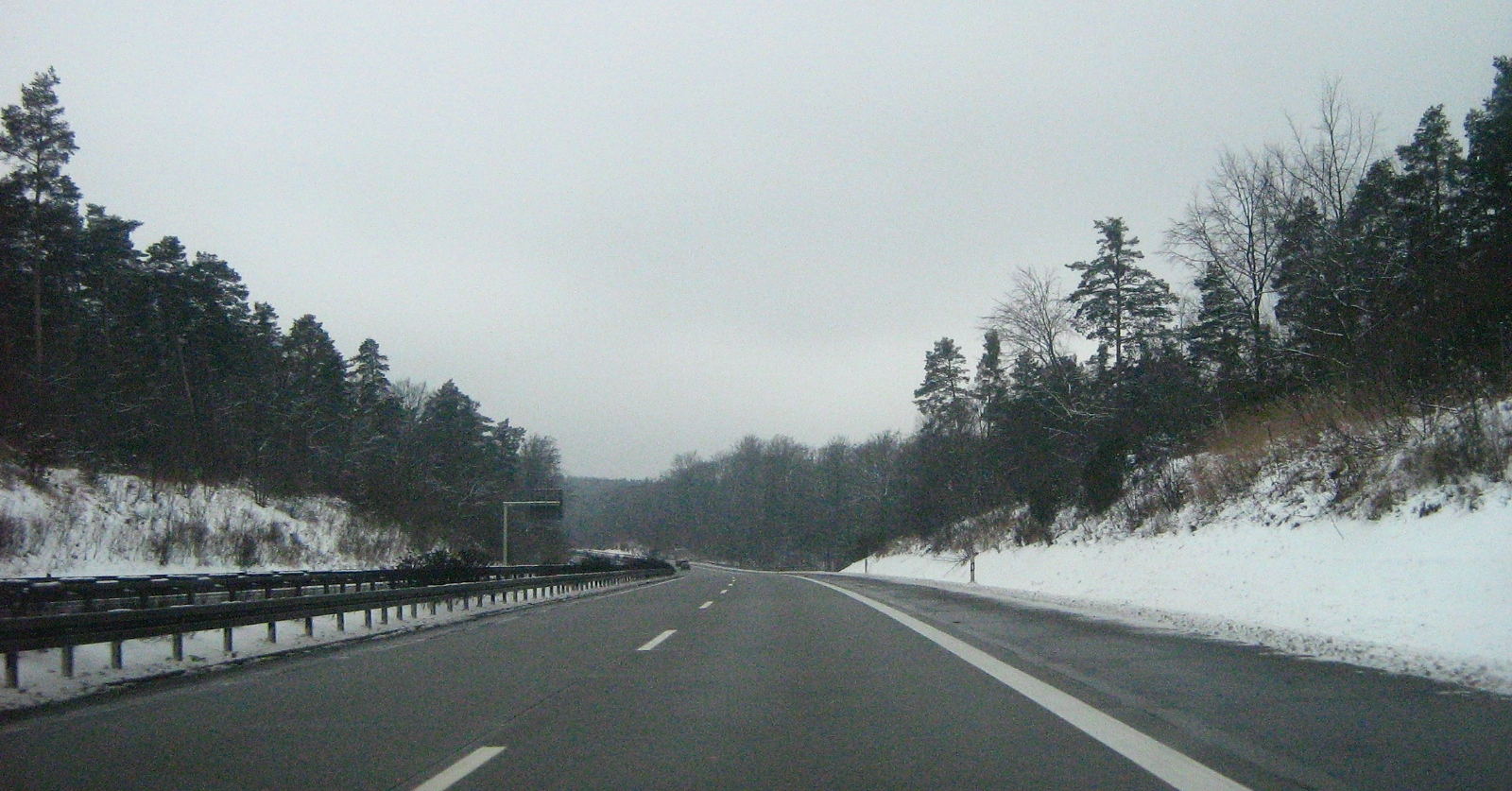
A11 Brandenburgban

Az autópálya Pomellennél lépi át a lengyel határt az ottani A6-os folytatásaként, majd 19 km-t halad Mecklenburg–Elő-Pomerániában délnyugati irányban. Schmölln környékén lép be Brandenburgba. Innentől töretlenül dél-délnyugati irányba halad 91 km-en át. Az uckermarki autópálya-kereszteződésnél találkozik az A20-as autópályával, ezáltal kapcsolatot teremtve Lübeckkel, Rostockkal, Stralsunddal; Rügen és Usedom szigetekkel.
Az út Berlintől északkeletre ér véget, az A10-es autópályához csatlakozik.
Hosszúsága a schwanebecki autópálya-kereszteződéstől a lengyel határig 109,9 km. A kilométerszámozás Lengyelország felől indul, Berlin felé növekszik.

## Története

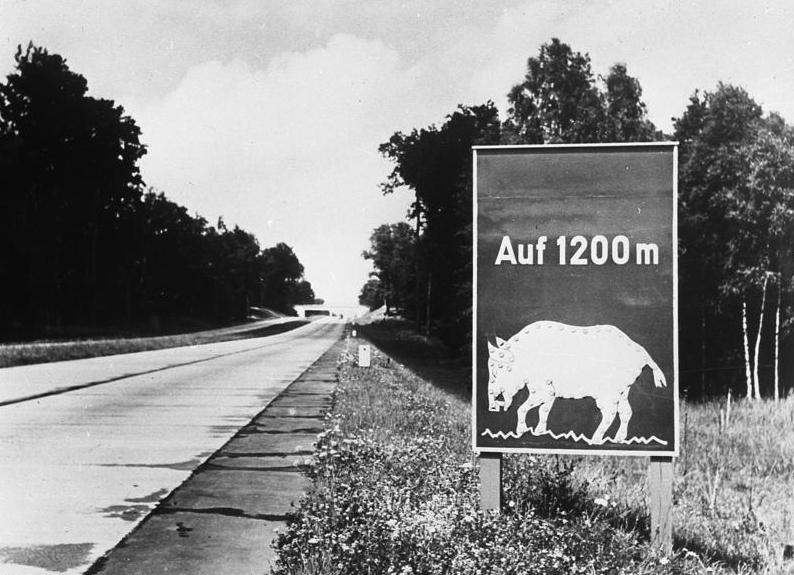
Figyelmeztető tábla a Berlin-Szczecin közötti Reichsautobahnon

A szczecini autópálya-kereszteződés (ez a mai schwanebecki autópálya-kereszteződés) és az első négy kilométer (beleértve a Reichsstraße 2 feletti felüljárót) tervezését 1935 áprilisában kezdték el. Az építkezés egyrészt munkahelyteremtés volt, másrészt a rossz infrastruktúrájú régiók gazdasági fellendülését segítette.
A berlini körgyűrű és Joachimsthal közötti szakaszt 1936. április 4-én adták át, és ugyanezen év szeptember 27-éig Szczecin-Délig járhatóvá vált. 1937-ben elkészültek az Odera-hidak, és a Szczecinnél lévő szakaszt is átadták. Teljes birodalmi szakasza Berlinka néven vált ismertté.
Az 1971-ben elkészülő wandlitzi csomópontot azért hozták létre, hogy jobb kapcsolatot teremtsenek Waldsiedlunggal (az NDK-ban SED-hivatalok tagjainak lakótelepe). A chorini csomópont szintén később, 1945-ben készült el. Ez magyarázza, hogy a joachimsthali csomópont kis távolságra, kb. 1,5 km-re van.

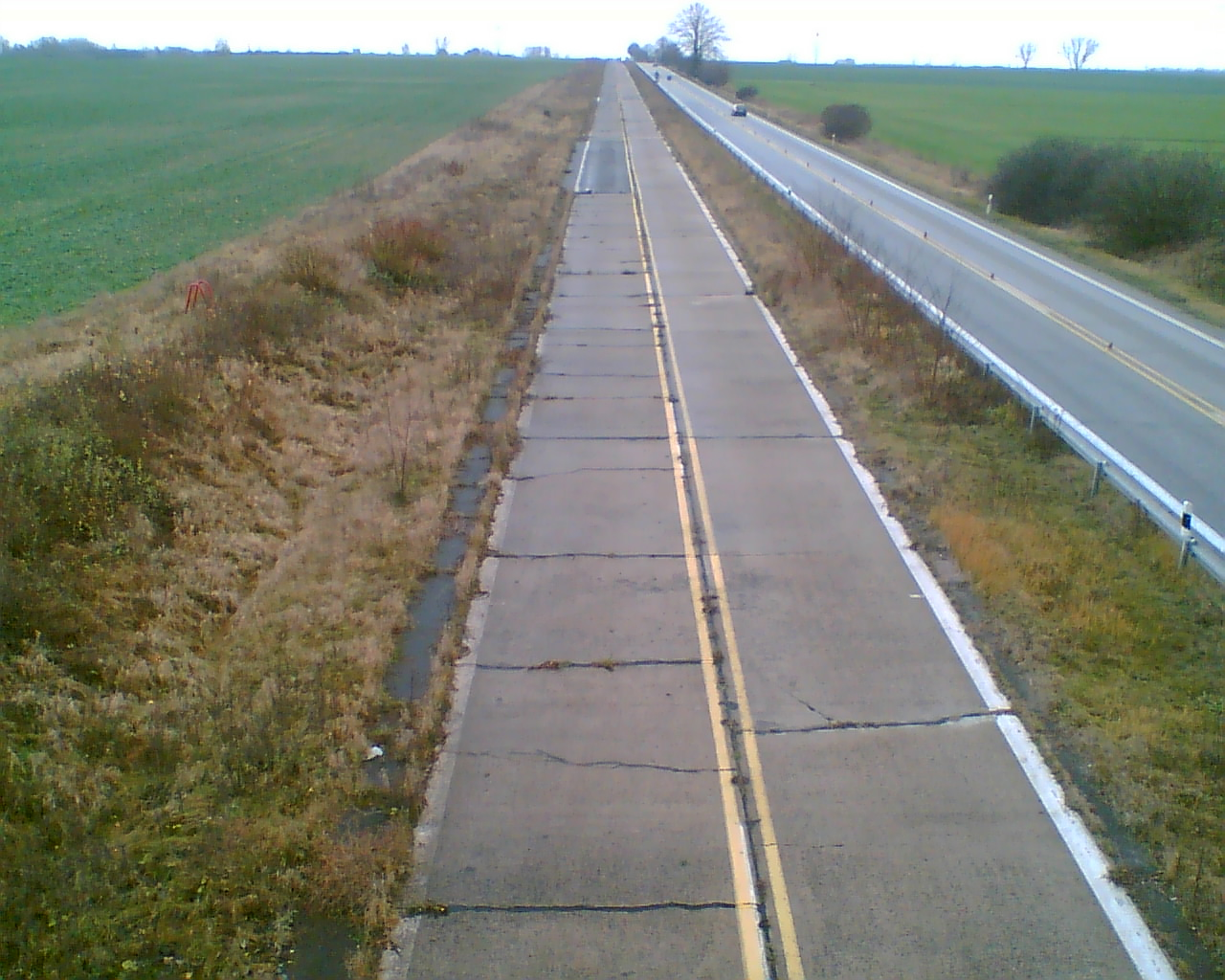
Az utolsó felújításra váró A11-es autópálya a 80 éves, eredeti útpályával (2006-ban)

A schwanebecki autópálya-kereszteződést 1952 és 1973 között Bernauer Schleife néven autó- és motorversenyek megrendezésére is használták. Az 1990-es években a döntött kanyart elbontották.
Az 1990-es újraegyesülésig a Berlin-Hamburg tranzit-autópálya nyugat-berlini részét is A11-nek nevezték. Ma ez az A111-es autópálya.
Az A11-es autópálya nagy része 1996-tól szakaszosan megújult és leállósáv is elkészült. A különlegessége az A11-es autópályának, hogy a Schorfheide-Chorin Bioszféra Rezervátum területén jelenleg sincs leállósáv, habár kiépítésére 2000. után került sor. A felújításra nem került 95,0-101,0 km szelvények közötti szakaszon oly mértékben elöregedett az úttest, hogy csak az egyik pálya használható. A jelenleg felhagyott úttest 25 m-es betonlapokból áll, amelyet 1936-ban építettek. Az utolsó 4 km-es 80 éves autópálya szakasz és a rajta lévő öt hídműtárgy felújítását 2015-re tervezik, ezzel az utolsó eredeti autópálya szakasz is eltűnik Németországban.

## Csomópontok és pihenőhelyek

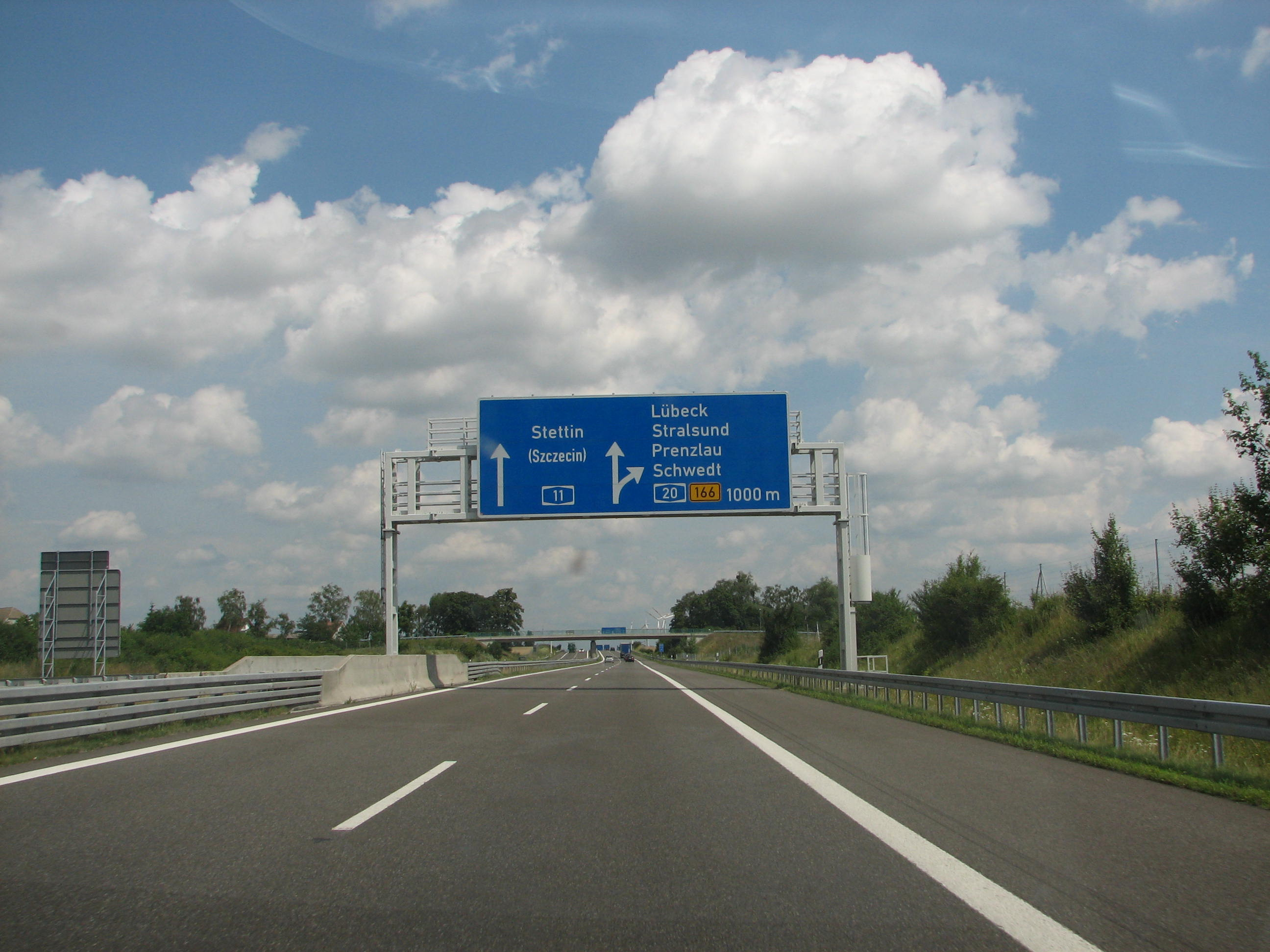
Uckermarki autópálya-kereszteződés

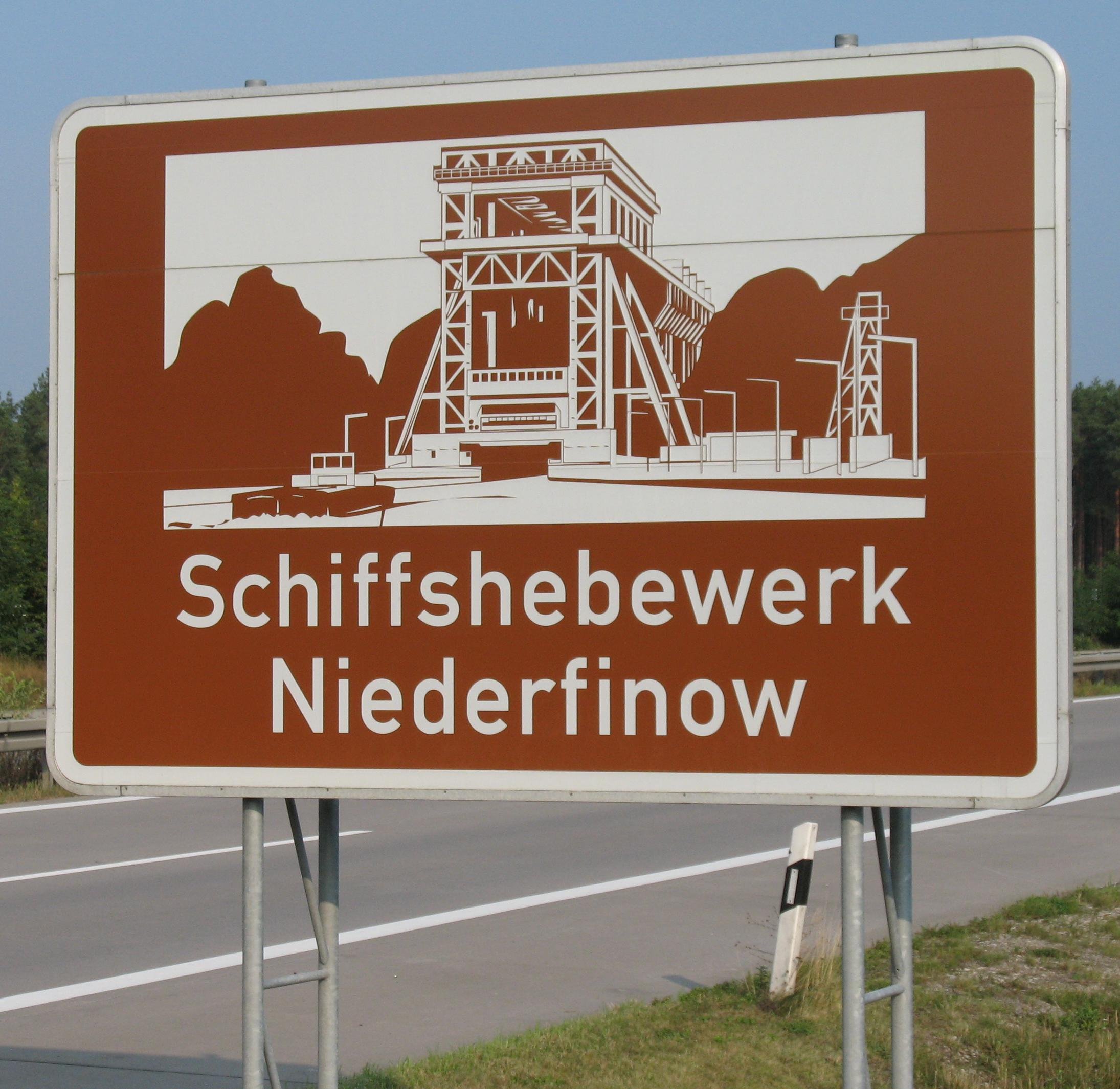
A niederfinowi hajógyár turisztikai információs táblája

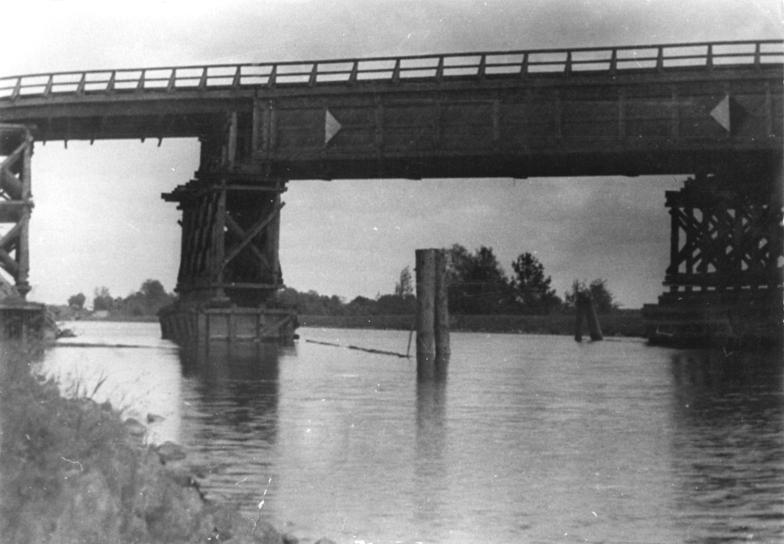
Autópályahíd Finowfurtnál

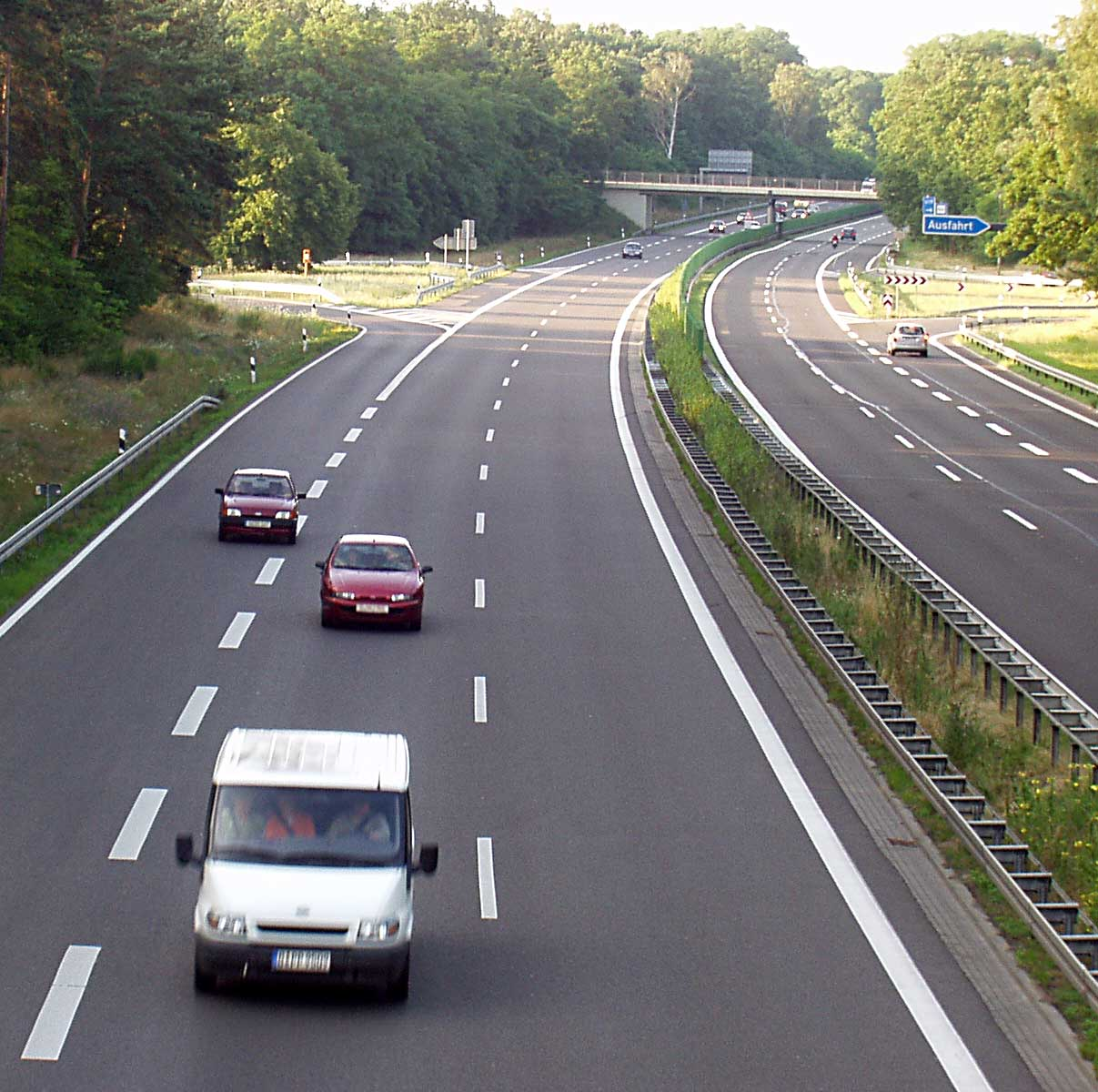
Az A11 Finowfurtnál

## Fordítás
- Ez a szócikk részben vagy egészben  a   Bundesautobahn 11 című német Wikipédia-szócikk fordításán alapul.  Az eredeti cikk szerkesztőit annak laptörténete sorolja fel. Ez a jelzés csupán a megfogalmazás eredetét és a szerzői jogokat jelzi, nem szolgál a cikkben szereplő információk forrásmegjelöléseként.